# Commiphora franciscana
Commiphora franciscana är en tvåhjärtbladig växtart som beskrevs av René Paul Raymond Capuron. Commiphora franciscana ingår i släktet Commiphora och familjen Burseraceae. Inga underarter finns listade i Catalogue of Life.